# 4905 Хіромі
4905 Хіромі (4905 Hiromi) — астероїд головного поясу, відкритий 15 травня 1991 року.
Тіссеранів параметр щодо Юпітера — 3,361.